# Législatures du Parlement grec
Les législatures du Parlement grec sont les mandats successifs du Parlement grec. Sous la Troisième République, une législature a une durée de quatre ans. Le Parlement monocaméral est composé de 300 députés élus au suffrage universel direct lors des élections législatives.

## Législatures
| Législature        | Composition                                | Élections                                         | Date de début     | Date de fin       |
| ------------------ | ------------------------------------------ | ------------------------------------------------- | ----------------- | ----------------- |
| Ire législature    | Liste des députés de la Ire législature    | Élections législatives grecques de 1974           | 17 novembre 1974  | 22 octobre 1977   |
| IIe législature    | Liste des députés de la IIe législature    | Élections législatives grecques de 1977           | 20 novembre 1977  | 19 septembre 1981 |
| IIIe législature   | Liste des députés de la IIIe législature   | Élections législatives grecques de 1981           | 18 octobre 1981   | 7 mai 1985        |
| IVe législature    | Liste des députés de la IVe législature    | Élections législatives grecques de 1985           | 2 juin 1985       | 2 juin 1989       |
| Ve législature     | Liste des députés de la Ve législature     | Élections législatives grecques de juin 1989      | 18 juin 1989      | 12 octobre 1989   |
| VIe législature    | Liste des députés de la VIe législature    | Élections législatives grecques de novembre 1989  | 5 novembre 1989   | 12 mars 1990      |
| VIIe législature   | Liste des députés de la VIIe législature   | Élections législatives grecques de 1993           | 8 avril 1990      | 11 septembre 1993 |
| VIIIe législature  | Liste des députés de la VIIIe législature  | Élections législatives grecques de 1993           | 10 octobre 1993   | 24 août 1996      |
| IXe législature    | Liste des députés de la IXe législature    | Élections législatives grecques de 1996           | 22 septembre 1996 | 14 mars 2000      |
| Xe législature     | Liste des députés de la Xe législature     | Élections législatives grecques de 2000           | 9 avril 2000      | 11 février 2004   |
| XIe législature    | Liste des députés de la XIe législature    | Élections législatives grecques de 2004           | 7 mars 2004       | 18 août 2007      |
| XIIe législature   | Liste des députés de la XIIe législature   | Élections législatives grecques de 2007           | 16 septembre 2007 | 7 septembre 2009  |
| XIIIe législature  | Liste des députés de la XIIIe législature  | Élections législatives grecques de 2009           | 4 octobre 2009    | 11 avril 2012     |
| XIVe législature   | Liste des députés de la XIVe législature   | Élections législatives grecques de mai 2012       | 17 mai 2012       | 19 mai 2012       |
| XVe législature    | Liste des députés de la XVe législature    | Élections législatives grecques de juin 2012      | 28 juin 2012      | 31 décembre 2014  |
| XVIe législature   | Liste des députés de la XVIe législature   | Élections législatives grecques de janvier 2015   | 5 février 2015    | 28 août 2015      |
| XVIIe législature  | Liste des députés de la XVIIe législature  | Élections législatives grecques de septembre 2015 | 3 octobre 2015    | 10 juin 2019      |
| XVIIIe législature | Liste des députés de la XVIIIe législature | Élections législatives grecques de 2019           | 19 juillet 2019   | -                 |
| XIXe législature   | Liste des députés de la XIXe législature   | Élections législatives grecques de mai 2023       | mai 2023          | -                 |
| XXe législature    | Liste des députés de la XXe législature    | Élections législatives grecques de juin 2023      | juin 2023         | -                 |